# Andrzej Janisz
Andrzej Danek Janisz (ur. 3 stycznia 1957 w Warszawie) – polski dziennikarz i komentator sportowy zajmujący się głównie piłką nożną i mieszanymi sztukami walki.

## Życiorys
Absolwent XXV Liceum Ogólnokształcącego im. Józefa Wybickiego w Warszawie. Od 1983 do 2022 roku pracował w Programie Pierwszym Polskiego Radia, gdzie komentował  na żywo rozgrywki piłkarskie m.in. igrzyska olimpijskie, mecze mistrzostw świata i europy w piłce nożnej oraz prowadził takie audycje jak Studio S-13, Kronika sportowa, Przy Muzyce o Sporcie. W maju 2024 powrócił do Polskiego Radia, gdzie komentował mecze mistrzostw europy 2024 w Niemczech. W Polsacie wraz z Łukaszem Jurkowskim jest komentatorem gal UFC, FEN czy Babilon MMA, dawniej także KSW W latach 2018–2024 na kanałach sportowych Polsatu wraz z Filipem Jastrzębskim komentował wybrane mecze Ligi Mistrzów UEFA . Dalej komentuje tam spotkania Ligi Narodów UEFA i użycza swojego głosu w programie It’s Showtime. Współpracował także z Eurosportem, Telewizją Polską oraz stacją Eleven Sports.

## Odznaczenia i nagrody
W 2005 roku został odznaczony Srebrnym Krzyżem Zasługi.
10 grudnia 2015 podczas uroczystej gali odebrał nagrodę Złoty Mikrofon „za osiągnięcia w pracy sprawozdawcy sportowego i zaangażowanie w promocję osiągnięć polskiego sportu”. W tym samym roku za wybitne zasługi w działalności na rzecz rozwoju Polskiego Radia został odznaczony Krzyżem Kawalerskim Orderu Odrodzenia Polski.
W 2024 roku organizacja KSW ogłosiła dodanie Andrzeja Janisza do Galerii Sław (ang. Hall of Fame).

## Filmografia
- 2019: Underdog – jako on sam, komentator[8]